# Pablo Mancilla
Pablo Mancilla (Guayaquil, Ecuador; 1 de septiembre de 1992) es un futbolista ecuatoriano. Juega de centrocampista y su equipo actual es Guayaquil City de la Serie B de Ecuador.

## Trayectoria

### Inicios
Mancilla inició su carrera en el Liceo Cristiano donde debutó en 2009 en la Segunda Categoría del Guayas.

### Ferroviarios
Luego pasó  a la Ferroviarios donde logró jugar en la Serie B.

### Guayaquil Sport
En el 2014 pasó al Guayaquil Sport hasta la temporada 2016.

### Guayaquil City
Entre 2017 y 2019 jugó en Guayaquil City en la Serie A de Ecuador, logrando destacadas actuaciones y afianzándose en el rol titular.

### Macará
Desde 2020 milita en Macará de Ambato. Ese año logró debutar en torneos internacionales en la Copa Libertadores 2020.

## Estadísticas

### Clubes
Actualizado al último partido disputado el 29 de octubre de 2024.
| Club                      | Temporada     | Liga  | Liga  | Copas nacionales | Copas nacionales | Copas internacionales | Copas internacionales | Total | Total |
| Club                      | Temporada     | Part. | Goles | Part.            | Goles            | Part.                 | Goles                 | Part. | Goles |
| ------------------------- | ------------- | ----- | ----- | ---------------- | ---------------- | --------------------- | --------------------- | ----- | ----- |
| Liceo Cristiano · Ecuador | 2009          | 5     | 2     | -                | -                | -                     | -                     | 5     | 2     |
| Liceo Cristiano · Ecuador | 2010          | 19    | 0     | -                | -                | -                     | -                     | 19    | 0     |
| Liceo Cristiano · Ecuador | Total club    | 24    | 2     | 0                | 0                | 0                     | 0                     | 24    | 2     |
| Ferroviarios · Ecuador    | 2011          | 31    | 2     | -                | -                | -                     | -                     | 31    | 2     |
| Ferroviarios · Ecuador    | 2012          | 35    | 2     | -                | -                | -                     | -                     | 35    | 2     |
| Ferroviarios · Ecuador    | 2013          | 20    | 3     | -                | -                | -                     | -                     | 20    | 3     |
| Ferroviarios · Ecuador    | Total club    | 86    | 7     | 0                | 0                | 0                     | 0                     | 86    | 7     |
| Guayaquil Sport · Ecuador | 2014          | 3     | 0     | -                | -                | -                     | -                     | 3     | 0     |
| Guayaquil Sport · Ecuador | 2015          | 29    | 9     | -                | -                | -                     | -                     | 29    | 9     |
| Guayaquil Sport · Ecuador | 2016          | 22    | 8     | -                | -                | -                     | -                     | 22    | 8     |
| Guayaquil Sport · Ecuador | Total club    | 54    | 17    | 0                | 0                | 0                     | 0                     | 54    | 17    |
| Guayaquil City · Ecuador  | 2017          | 13    | 0     | -                | -                | -                     | -                     | 13    | 0     |
| Guayaquil City · Ecuador  | 2018          | 39    | 3     | -                | -                | -                     | -                     | 39    | 3     |
| Guayaquil City · Ecuador  | 2019          | 27    | 2     | 3                | 1                | -                     | -                     | 30    | 3     |
| Macará · Ecuador          | 2020          | 9     | 0     | 0                | 0                | 1                     | 0                     | 10    | 0     |
| Macará · Ecuador          | 2021          | 10    | 0     | 0                | 0                | 1                     | 0                     | 11    | 0     |
| Macará · Ecuador          | 2022          | 15    | 1     | 1                | 0                | -                     | -                     | 16    | 1     |
| Macará · Ecuador          | 2023          | 28    | 0     | -                | -                | -                     | -                     | 28    | 0     |
| Macará · Ecuador          | Total club    | 62    | 1     | 1                | 0                | 2                     | 0                     | 65    | 1     |
| Guayaquil City · Ecuador  | 2024          | 36    | 1     | 4                | 0                | -                     | -                     | 40    | 1     |
| Guayaquil City · Ecuador  | Total club    | 115   | 6     | 7                | 1                | 0                     | 0                     | 122   | 7     |
| Total carrera             | Total carrera | 341   | 33    | 8                | 1                | 2                     | 0                     | 351   | 34    |
| 1. 2.                     |               |       |       |                  |                  |                       |                       |       |       |

## Palmarés

### Campeonatos nacionales
| Título                       | Club         | País    | Año  |
| ---------------------------- | ------------ | ------- | ---- |
| Segunda Categoría de Ecuador | Ferroviarios | Ecuador | 2011 |
| Serie B de Ecuador           | Macará       | Ecuador | 2023 |